# Congresso dei Soviet dell'Unione Sovietica
Il Congresso dei Soviet dell'URSS è stato l'organo superiore del potere statale in Unione Sovietica dalla sua fondazione (30 dicembre 1922) fino al 1936. Esso costituiva il vertice del sistema dei Soviet.

## Storia
Il Congresso dei Soviet dell'URSS si è riunito otto volte, sempre a Mosca. La prima sessione, il 30 dicembre 1922, ratificò l'accordo tra le Repubbliche sovietiche e segnò la nascita dell'URSS. Il secondo Congresso (1924) approvò la Carta costituzionale, mentre all'ottava sessione (1936) venne deliberata l'approvazione della nuova Costituzione che, riorganizzando gli organismi dello Stato, sopprimeva il Congresso dei Soviet dell'URSS e delle singole Repubbliche ed istituiva, sia a livello centrale che repubblicano, il Soviet Supremo.

## Composizione
Il Congresso si componeva dei rappresentanti dei Soviet urbani e dei Soviet dei centri abitati di tipo urbano nella proporzione di un deputato ogni 25 000 abitanti e dei rappresentanti dei Soviet di governatorato in numero di uno ogni 125 000 abitanti. I delegati venivano eletti nei Congressi dei Soviet di governatorato o, laddove non vi fossero Unioni di governatorato, nei Congressi dei Soviet repubblicani.
Il diritto di convocare il Congresso dei Soviet spettava al Comitato esecutivo centrale dell'URSS di propria iniziativa, su richiesto del Soviet dell'Unione o del Soviet delle Nazionalità o di due repubbliche federate.